# 佩尔马勒
佩尔马勒（法語：Peyremale，法語發音：[pɛʁmal]）是法国加尔省的一个市镇，属于阿莱斯区。

## 地理
佩尔马勒（44°18'2"N, 4°3'44"E）面积8.62 平方千米，位于法国奧克西塔尼大區加尔省，该省份位於法国南部沿海，南端濒地中海，北起顺时针与阿尔代什省、沃克吕兹省、罗讷河口省、埃罗省、阿韦龙省和洛泽尔省接壤。
与佩尔马勒接壤的市镇（或旧市镇、城区）包括：马尔博斯克、贝塞日、博尔德扎克、尚邦、波特、罗比亚克-罗什萨杜勒。

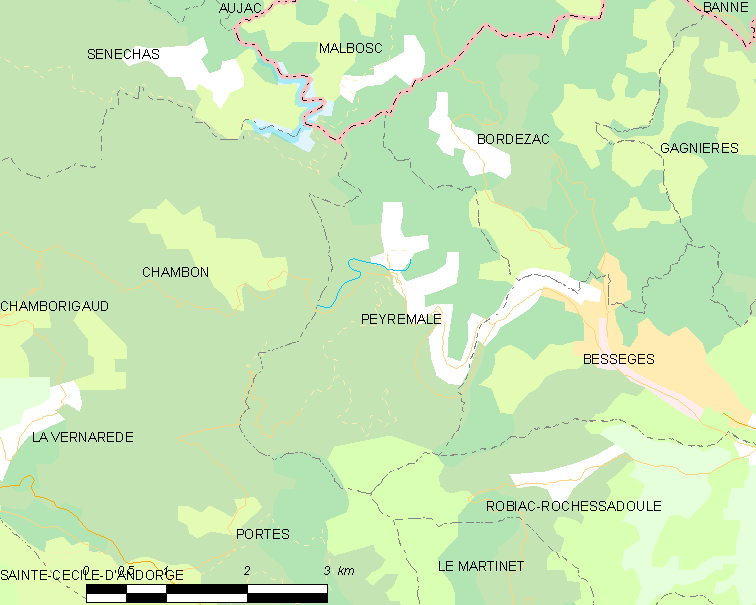
佩尔马勒的OSM定位图

佩尔马勒的时区为UTC+01:00、UTC+02:00（夏令时）。

## 行政
佩尔马勒的邮政编码为30160，INSEE市镇编码为30194。

## 政治
佩尔马勒所属的省级选区为鲁松县。

## 人口

1962-2008年间佩尔马勒人口变化图示

佩尔马勒于2022年1月1日时的人口数量为272人。